# Onaga (Kansas)
Onaga es una ciudad situada en el condado de Pottawatomie, Kansas, Estados Unidos. Tiene una población estimada, a mediados de 2023, de 675 habitantes.

## Geografía
La localidad está ubicada en las coordenadas 39°29′41″N 96°10′13″O / 39.49472, -96.17028 (39.489283, -96.170241).

## Demografía
Según la estimación 2018-2022 de la Oficina del Censo, los ingresos medios de los hogares de la localidad son de $47 500 y los ingresos medios de las familias son de $82 083. Alrededor del 9.9 % de la población está por debajo de la línea de pobreza.